# Сенцов Олег Геннадійович
Оле́г Генна́дійович Сенцо́в (нар. 13 липня 1976 року, Сімферополь, Кримська область, Українська РСР) — український кінорежисер, сценарист та письменник, громадський активіст, військовослужбовець та кіберспортсмен. Генеральний директор кінокомпанії «Край Кінема». Лауреат Премії Сахарова за свободу думки Європарламенту (2018) та Національної премії України імені Тараса Шевченка (2016). Молодший лейтенант ЗСУ, командир штурмової роти 47 ОМбр, позивний «Ґрунт» .

## Життєпис
З 1993 по 1998 навчався в Київському національному економічному університеті. У 2008 стає співзасновником компанії Край Кінема. У 2008 знімає навчальний короткометражний фільм «Чудовий день для рибки-бананки», в 2009 — «Ріг Бика». У 2012 дебютував зі своїм першим повнометражним фільмом «Гамер» на міжнародному фестивалі в Роттердамі. «Гамер» — це фільм про хлопців геймерів. Головний герой цього фільму більшість свого часу проводить за комп'ютерною грою Quake, що дуже шкодить його навчанню в технікумі. Його мати вважає його ні на що не здатним і не кращим за батька, що покинув родину. Бюджет фільму становив 20 000 доларів і ролі в ньому грали справжні геймери. В тому ж 2012 картина отримала премію Гільдії кінознавців та кінокритиків на фестивалі «Дух вогню» в Ханти-Мансійську. 2013 року на кінофестивалі в Одесі Олег Сенцов презентував свій новий проєкт — «Носоріг». Цей проєкт виграв премію у 25 тисяч гривень. Носоріг — це хлопець, батько якого постійно пив, а потім ще й сидів, мати весь час сварилася, старший брат помер на війні, у сестри життя теж не склалось, тож не дивно, що хлопчик, який ріс у такій сім'ї, коли подорослішав — перетворився на носорога. Основні події ігрового фільму відбуваються на початку 1990-х у бандитському середовищі. Робота над цим проєктом була призупинена активною участю Олега в протестах. У лютому 2022 році популярний стримінговий сервіс Netflix придбав права на показ фільму «Носоріг».
Відтоді як почався Євромайдан, Сенцов став його активним учасником. Зокрема, він приєднується до активістів Автомайдану. А після початку тимчасової анексії Криму Росією він часто їздив в рідний Сімферополь, де намагався організувати мітинги «За єдину країну», а також постачав продуктами та усім необхідним українських військових, які перебували в Криму.
10 травня 2014 року був затриманий у Сімферополі російськими силовими структурами й 25 серпня 2015 засуджений за звинуваченням у тероризмі до 20 років позбавлення волі з відбуванням покарання у колонії суворого режиму.
У червні 2015 року в київському видавництві Laurus вийшла книга оповідань Олега Сенцова, написаних до його ув'язнення у Росії. До збірки увійшли вісім оповідань російською мовою: «Автобиография», «Собака», «Детство», «Больничка», «Школа», «Завещание», «Бабушка», «Макары». Ініціаторами видання стали режисер Олесь Санін та продюсер Анна Паленчук. Родина Сенцова отримає половину прибутку від продажу книги. Після ув'язнення Олег Сенцов також почав писати роман.
У 2017 вийшла книга Олександра Мимрука «Олег Сенцов», яка складається зі спогадів людей, які добре знають Олега, з уривків його книжок та сценаріїв до фільмів, а також з витягів протоколів допитів свідків по його справі.
2019 року анонсовано вихід першого перекладу українською творів Олега Сенцова «Жизня», виданий завдяки ініціативі української продюсерки Анни Паленчук, спільними зусиллями «Видавництва Старого Лева» й Українського ПЕН. Українською прозу переклав Сергій Осока. Цього ж року книга виходить німецькою, англійською та польською мовами.
7 вересня 2019 року був повернутий в рамках обміну російських злочинців з України на українських військовополонених з РФ.

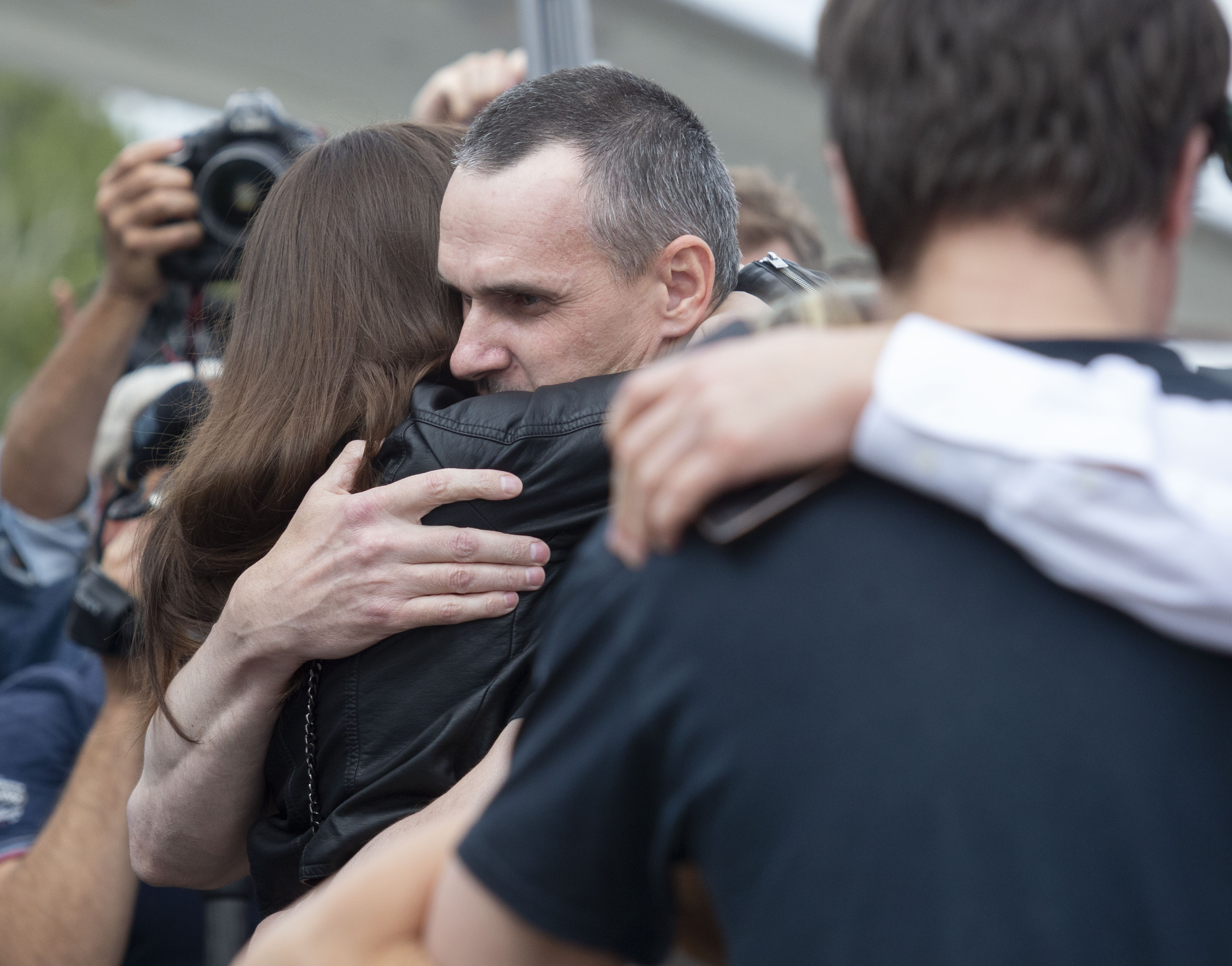
Повернення Сенцова

### Після повномасштабного вторгнення
В кінці лютого 2022 року Олег доєднався до сил ТРО, був учасником боїв по звільненню Києва.

10 вересня 2023 року Олег Сенцов отримав легку контузію під час бойових дій біля Роботиного на Запорізькому напрямку.
"На жаль, цього разу не обійшлося без втрат. Багато поранених: уламки та кульові. Мені пощастило — легка контузія та знову надрив перепонки. Госпіталізуватися нема потреби, ще багато роботи, і не тільки під Роботино", — написав український режисер.
На грудень 2023 року Олег Сенцов у званні молодшого лейтенанта ЗСУ обіймав посаду командира штурмової роти 47 ОМбр.

## Справа Сенцова

### Викрадення й ув'язнення
10 травня 2014 року співробітники російських окупаційних силових структур затримали Олега Сенцова, Геннадія Афанасьєва, Олексія Чірнія та Олександра Кольченка в Сімферополі. Їм було пред'явлено звинувачення у підготовці терористичного акту. За інформацією спецслужби, затримані готувалися «у складі терористичної організації до здійснення вибухів у ніч на 9 травня 2014 року саморобних вибухових пристроїв біля меморіалу „Вічного вогню“ і пам'ятника Леніну в Сімферополі, а також підпалів офісів громадської організації „Русская община Крыма“ та представництва партії Єдина Росія в Сімферополі 14 і 18 квітня 2014 року».
У своєму виступі у суді Сенцов розказав подробиці свого викрадення російськими силовиками:
|  | Мене кинули в мікроавтобус, з мішком на голові привезли в будівлю колишнього СБУ на Івана Франка. Почався дуже жорсткий допит, мене запитували, кого я знаю з активістів, хто збирався підривати пам'ятники. Мене почали бити ногами, руками, кийками, лежачи і сидячи. Коли я відмовлявся говорити, почали застосовувати удушення. Мене душили пакетами. Душили 4 рази. Я багато разів бачив це в кіно, і не розумів, як люди на цьому ламаються. Але це дуже страшно, ваша честь. Вони погрожували зґвалтувати мене кийком, вивезти в ліс і там закопати. Години через чотири вони втомилися, і повезли мене на обшук. Тільки там я дізнався, що це - співробітники ФСБ. Вони там очікували побачити терористів і зброю, а знайшли тільки мою дитину - вона була присутня під час обшуку, про що в протоколі не йдеться. Знайдені гроші - це гроші моєї кінокомпанії для зйомок фільму «Носоріг». Оригінальний текст (рос.) Меня кинули в микроавтобус, с мешком на голове привезли в здание бывшего СБУ на Ивано Франко. Начался очень жесткий допрос, меня спрашивали, кого я знаю из активистов, кто собирался взрывать памятники. Меня начали избивать ногами, руками, дубинками, лежа и сидя. Когда я отказывался говорить, начали применять удушение. Меня душили пакетами. Душили 4 раза. Я много раз видел это в кино, и не понимал, как люди на этом ломаются. Но это очень страшно, ваша честь. Они угрожали изнасиловать меня дубинкой, вывезти в лес и там закопать. Часа через четыре они утомились, и повезли меня на обыск. Только там я узнал, что это — сотрудники ФСБ. Они там ожидали увидеть террористов и оружие, а нашли только моего ребенка — он присутствовал при обыске, о чем в протоколе не говорится. Найденные деньги — это деньги моей кинокомпании для съемок фильма «Носорог». |

|  | Мені запропонували дати свідчення на керівництво Майдану і отримати 7 років, або стати керівником і отримати 20. Оригінальний текст (рос.) Мне предложили дать показания на руководство Майдана и получить 7 лет, либо стать руководителем и получить 20. |

|  | Через 3 дні вже знайшли зброю, тому що яка терористична група без зброї... Через півроку ФСБ дивним чином виявила на моєму ноуті 2 файли про виготовлення вибухових речовин. Оригінальний текст (рос.) Через 3 дня уже нашли оружие, потому что какая террористическая группа без оружия… Через полгода ФСБ удивительным образом обнаружила на моём ноуте 2 файла об изготовлении взрывчатых веществ. |

Згодом Сенцова було етаповано до Лєфортово.
Багато відомих українських, російських та іноземних діячів кіно та театру виступають за звільнення Олега Сенцова і вважають його затримання незаконним. Ада Роговцева у своєму відеозверненні закликає усіх допомогти звільненню невинної людини.
10 червня 2014 лист до російського президента Володимира Путіна та інших високопоставлених чиновників РФ написали члени ради Європейської кіноакадемії. Лист містив вимоги:
- забезпечити безпеку Олега Сенцова,
- оприлюднити його місцеперебування,
- пред'явити Олегу конкретні звинувачення — або звільнити після того, як з'ясується його невинуватість,
- ініціювати повне та неупереджене розслідування дій співробітників ФСБ, причетних до свавілля, вчиненого проти Олега Сенцова, та притягти винних до відповідальності.

Текст звернення розміщений на офіційному сайті Європейської кіноакадемії.
Під зверненням підписалися європейські режисери, продюсери, актори Педро Альмодовар, Акі Каурісмякі, Даніель Ольбрихський, Фолькер Шлендорф, Бела Тарр, Бертран Таверньє, Анджей Вайда, Вім Вендерс, Кшиштоф Зануссі та інші.
29 червня 2014 на церемонії закриття Московського міжнародного кінофестивалю голова Національної спілки кінематографістів України Сергій Тримбач оприлюднив звернення до В. Путіна щодо звільнення Олега Сенцова. Це звернення (двома фразами) підтримав голова фестивалю Микита Міхалков.
3 серпня 2015 року міжнародний правозахисний центр «Меморіал» визнав Сенцова і Кольченка політв'язнями.
25 серпня 2015 о 14:30 за київським часом у Ростові-на-Дону суддя Сергій Михайлюк засудив Олега Сенцова до 20 років позбавлення волі з відбуванням покарання у колонії суворого режиму. Сенцов, до якого долучився інший обвинувачуваний у його справі Олександр Кольченко, під час оголошення вироку заспівав Гімн України та вигукнув «Слава Україні!».
17 січня 2016 року Чеський кінематографічний і телевізійний союз FITNESS нагородив Олега Сенцова спеціальною премією журі.
16 листопада 2016 року в рамках акції «Voice Project» з вимогою звільнити Олега Сенцова виступив актор Джонні Депп.
26 квітня 2017 року у Нью-Йорку (США) американський ПЕН-клуб заочно вручив Олегу Сенцову премію імені Барбари Голдсміт «Свобода писати».
11 лютого 2017 року на Берлінському міжнародному кінофестивалі, в секції «Berlinale Special» був представлений документальний фільм російського режисера-документаліста Аскольда Курова «Процес. Російська держава проти Олега Сенцова». Українська прем'єра відбулася 25 березня 2017 року на міжнародному фестивалі документального кіно про права людини Docudays UA. У фільмі висвітлюється історія ув'язнення і судів над Олегом Сенцовим.

### Судовий процес
Суд над Сенцовим і Кольченком у справі про планування терактів у Криму розпочався 21 липня 2015 року в Північно-Кавказькому військовому окружному суді у Ростові-на-Дону.
На першому засіданні була організована відеоконференція з потерпілими і Кримським гарнізонним судом у Сімферополі.
Суд заслухав обвинувальний висновок, який зачитував прокурор Олег Ткаченко — Сенцова, зокрема, звинувачують у підпалі офісу «Єдиної Росії» та «Російської общини Криму», намірах підірвати пам'ятник Леніну в Сімферополі, приналежності до «Правого сектора» та впливу на органи влади з метою «виходу Криму зі складу Росії».
Сенцов заявив, що не визнає себе винним, а справу вважає політичною і сфальсифікованою. Кольченко також заявив, що свою вину не визнає.
Крім того, Сенцов наполягає на своєму українському громадянстві, оскільки жодних заяв на його зміну ніколи не подавав. Російська сторона вважає його громадянином Росії (начебто набув цього громадянства автоматично з анексією Криму). Однак 24 червня були оприлюднені документи, згідно з якими навіть російська Федеральна служба виконання покарань вважає Сенцова українським громадянином. За словами адвоката, вже під час ув'язнення Сенцова неодноразово провокували на помилкове підписання документів щодо отримання громадянства РФ, але всі ці спроби провалились.
Від обвинувачення суд заслухав свідка Андрія Козенка, представника «Російської общини Криму» і «віцеспікера Держради Криму».
Після цього в залі суду продемонстрували відео, на якому в кадрі з'являються дві людини в темному одязі, один стоїть осторонь, другий ллє рідину, підпалює її, але рідина не загоряється, потім перший повертається, і тут «відбувається сильне займання рідини». За пів хвилини з'являється людина, яка тікає і повертається з вогнегасником.
Адвокат Сенцова Дмитирій Дінзе вказав на те, що «незрозуміло, з якого джерела був отриманий цей відеозапис».
Другий свідок обвинувачення — член політради «Єдиної Росії» в Криму Олександр Бочкарьов, який навесні 2014 року очолював загін «Народного ополчення Криму». На запитання адвоката, як він визначав приналежність нападників до ПС — відповів: «Ну а як може бути ще, якщо вони приїздили з Західної України».
17 серпня свідок Геннадій Афанасьєв, який в суді відмовився від обвинувальних показань у справі Сенцова, також заявив про тортури ФСБ.
Інший ключовий свідок, Олексій Чирній, відмовився дати додаткові показання у справі Сенцова, однак від попередніх свідчень не відмовився.
12 липня 2018 один із фігурантів «Справи Сенцова», оголошений ФСБ у розшук Микита Боркін надав докладне інтерв'ю Громадському радіо, у якому підтвердив, що Сенцов не віддавав у їхній групі жодних наказів щодо підпалів, і не мав до них відношення, а також виступав за ненасильницький спротив (що включало малювати банери й плакати, клеїти наліпки, закидувати фарбою білборди з агітацією).
Серед речових доказів у справі фігурують маски, рукавички, українські прапори, димові шашки, наколінники, медикаменти, пневматичні пістолети і ручна граната, нібито вилучена в будинку Асанова. У квартирі Чирнія був знайдений шарф із символікою «Правого сектора». У помешканні Сенцова вилучені DVD з фільмами, серед яких окремо згадуються «Звичайний фашизм» Михаїла Ромма та «Третій Рейх у кольорі» BBC. На одному з засідань у суді виступив кінокритик Антон Долін, який доводив художню цінність обох стрічок. На питання прокурора, чи можна будь-яку частину з цих стрічок використати з метою пропаганди праворадикальних поглядів, Долін зазначив: «Як і частину будь-якого іншого твору. Наприклад, „Вінні Пуха“». В результаті фільми як речові докази до матеріалів справи долучені не були.
У Сенцова також вилучено квитки на поїзд (Київ — Сімферополь і Сімферополь — Київ) та гроші: близько 65 тис. грн. За версією слідства, він отримав від Анатолія Гриценка через його сина, активіста «Автомайдана» Олексія. Про це йдеться у показах Анафаньєва, від яких він пізніше відмовився. За словами Сенцова, гроші були призначені для знімання фільму «Носоріг» — документи кінокомпанії захист представив у суді.
19 серпня суд завершив розгляд справи. Прокурор вимагає 23 роки колонії суворого режиму для Сенцова, 12 — для Кольченка.
25 серпня Військовий суд у Ростові-на-Дону засудив українського режисера Олега Сенцова до 20 років колонії суворого режиму, визнавши винним у створенні терористичної спільноти та керівництві нею, у двох терористичних актах і приготуванні ще одного теракту, в замаху на придбання вибухових пристроїв, у незаконному зберіганні вогнепальної зброї та боєприпасів організованою групою.
Олександра Кольченка визнали винним в участі у терористичному товаристві, співучасті у теракті та засудили до 10 років ув'язнення у виправній колонії суворого режиму.

### Голодування і міжнародна реакція
З 13 листопада 2017 Олег Сенцов перебуває у виправній колонії № 8 «Білий ведмідь» у місті Лабитнангі (Ямало-Ненецький автономний округ) Росія.
14 травня 2018 р. Олег Сенцов оголосив безстрокове голодування з вимогою звільнити 64 українських політв'язнів. Про це він повідомив у листі з колонії, який отримав російський адвокат Дмитро Дінзе.
«Я, Сенцов Олег, громадянин України, незаконно засуджений російським судом і перебуваю в колонії м. Лабитнангі, оголосив безстрокове голодування з 14 травня 2018 р. Єдиною умовою припинення є звільнення всіх українських політв'язнів, які знаходяться на території РФ. Разом та до кінця! Слава Україні!» За словами адвоката, «Олег вже зневірився чекати чого-небудь і категорично для себе вирішив, що він постарається своїм демаршем вплинути на ситуацію між Україною і Росією. Він виступає, як мені здається, як миротворець».
На сайті change.org створено петицію з закликом допомогти врятувати Сенцова та інших політичних в'язнів. Зараз вона має більш ніж 205000 підписантів з різних країн світу.
Активісти звертаються до посольств і президентів інших країн з закликами допомогти, проводяться і плануються акції у багатьох містах світу.
24 травня 2018 неурядова організація Human Rights Watch вимагала звільнення Олега Сенцова.
25 травня 2018 на підтримку режисера виступила Європейська кіноакадемія, яка висловила стурбованість станом Олега Сенцова і закликала всіх небайдужих підписати лист із вимогою звільнити його. Також близько двох тисяч працівників кіноіндустрії по всьому світу підписали листи-звернення до членів своїх урядів, або до посольств Росії з вимогою забезпечити безпеку українському режисерові і звільнити Олега Сенцова якнайшвидше. Серед підписантів такі режисери, як Акі Каурісмякі, Бела Тарр, Кшиштоф Зануссі та Майк Лі.
28 травня на сайті ФСВП Росії (УФСИН России по Ямало-Ненецкому автономному округу) з'явилося таке повідомлення: «Повідомляємо, що в цей час засуджений Сенцов О. Г., який відмовився від їжі, перебуває під динамічним наглядом медичних працівників установи, де він відбуває покарання. Зараз Сенцов О. Г. почав отримувати підтримувальні терапію, на що дав свою згоду. За час відмови від їди погіршення загального стану здоров'я не зареєстровано. Сьогодні стан його здоров'я задовільний. З засудженим регулярно проводяться розмови про негативні наслідки для організму, що настають за тривалого голодування. Пресслужба УФСІН Росії з Ямало-Ненецького автономного округу».
25 травня стало відомо, що інший політв'язень Кремля — український військовик Олександр Шумков, теж оголосив голодування на знак солідарності з Сенцовим та іншими в'язнями.
28 травня до нього приєднався фігурант справи «26 березня» Станіслав Зимовець, якого у РФ засудили до двох років і шести місяців колонії загального режиму за участь в акції проти корупції.
31 травня до голодування приєднався Олександр Кольченко, з вимогою звільнити Олега Сенцова.
Ксенія Собчак (російська журналістка та колишній кандидат у президенти Росії) 31 травня зв'язалася з Сенцовим через відеозв'язок із кабінету своєї матері, члена Ради федерації Росії Людмили Нарусової. Ксенія розповіла про стан здоров'я Сенцова та його впевненість у своїй позиції. «Він виглядає дуже погано, він дуже схуд, у нього запали щоки, блідий, але дуже впевнений у своєму рішенні». Також вона зазначила, що про можливість обміну Олег Сенцов висловився так: «Мене не цікавить обмін, я так вирішив, довго це обмірковував. Я — та людина, яка йде до кінця» «Зрозумійте, у мене немає ніяких вимог до цієї влади. У мене є просто умова припинення мого голодування. Прошу це розділяти». Він також підтвердив, що в нього випадають та кришаться зуби і що умови утримування складні, але для нього це вже не так важливо.
1—3 червня у 78 містах світу відбулись акції на підтримку Олега Сенцова та інших політв'язнів. За словами однієї з організаторок глобальної акції, у підготовці до заходів взяли участь понад 600 людей. Ці акції готувалися від перших днів голодування Сенцова і мали на меті зробити максимальний розголос та привернути увагу світу до питання в'язнів Кремля.
5 червня Сенцов написав лист лідерам країн «Великої сімки»:
Шановні панове! Дякую Вам велике за те, що ви і ваші країни робите для України. Нам ще багато належить зробити самим і з вашою допомогою. Наприклад, перемогти в цій гібридній війні з нашим ворогом. З приводу ситуації з українськими політв'язнями, я сподіваюся, що ви щось зможете зробити для вирішення їхніх доль і не будете зосереджуватися на одній особистості, наприклад, мені. А допоможете багатьом. Удачі вам у вашій нелегкій справі! Слава Україні!
14 червня 2018 Європарламент підтримав резолюцію щодо негайного звільнення Олега Сенцова та інших українських політв'язнів. Перед голосуванням усі основні політичні групи Парламенту ЄС при обговоренні стану із правами людини в Росії закликали до звільнення Олега Сенцова та 158 інших політичних в'язнів, які утримуються у цій країні. Учасники дебатів наголосили на необхідності продовження санкційного тиску на Кремль, а європейських лідерів та дипломатів закликали не відвідувати чемпіонат світу з футболу, який відкривається 14 червня в Росії.
15 червня 2018 Сейм Польщі ухвалив постанову з вимогою звільнити українців, ув'язнених у Росії з політичних мотивів. У постанові депутати вимагають, зокрема, звільнити Олега Сенцова, Олександра Кольченка та Романа Сущенка.
22 червня 2018 адвокат Сенцова повідомив, що він не збирається писати прохання про помилування до президента РФ.
25 червня 2018 Генеральний секретар Ради Європи Турбйорн Ягланд, скориставшись своїм правом, наданим Європейською конвенцією з прав людини, подав офіційне прохання до президента Росії про помилування українського режисера.
27 червня 2018 Сейм Литви підтримав на позачерговому засіданні резолюцію представників опозиції про розширення національного «списку Магнітського» причетними до справи Сенцова.
2 липня 2018 став лауреатом премії «Ukrainian ID Award» Міжнародного економічно-гуманітарного форуму.
У липні 2018 шведський незалежний видавничий дім «Ariel Förlag» зробив переклад і опублікував історію переслідування Олега Сенцова та інших українських заручників Кремля.
10 серпня речник Європейської зовнішньополітичної служби заявив: ЄС очікує від РФ надання Олегу Сенцову необхідного лікування та звільнення усіх незаконно затриманих громадян України.
11 серпня Посольство США в Росії звернулося до російського керівництва з вимогою звільнити Сенцова та інших українських політв'язнів.
11 серпня Спілка Українців у Португалії звернулася до асоціацій кіно Португалії з проханням підтримати вимогу звільнення Олега Сенцова і інших політичних в'язнів у Росії.
13 серпня Міністерство закордонних справ Фінляндії закликало Росію забезпечити українському режисеру медичне лікування та звільнити всіх українських політв'язнів.
13 серпня Європейська кіноакадемія закликала оголосити 14 серпня днем Сенцова.

14 серпня російська правозахисниця Зоя Свєтова із дозволу Російської Федеральної служби виконання покарань відвідала Сенцова в колонії. В інтерв'ю пресі вона розповіла, що Сенцов має намір продовжувати голодування до звільнення українських політв'язнів у Росії.
«Лікарі колонії, яким Сенцов довіряє, вони роблять те, що можуть робити, але не роблять ніяких прогнозів. Адвокат казав, що йому роблять крапельниці і поживну суміш, яку він приймає. Але це ситуація, яка не може врятувати його життя», — Свєтова.
14 серпня Міжнародний ПЕН-центр розпочав марафон написання листів на підтримку Сенцова.
15 серпня із закликом звільнити Сенцова виступили ООН, Посольство України у Великій Британії та депутати парламентів Естонії, Латвії і Литви. Заяву експертів ООН підтримало посольство США в Україні.
20 серпня із закликами звільнити Сенцова виступили МЗС Литви та Українське посольство у Британії.
21 серпня звільнити Сенцова закликав ЄС, Держдеп США, посольство США у Москві і МЗС Канади.
28 серпня засновник профспілки «Солідарність» і перший президент посткомуністичної Польщі Лех Валенса висунув Олега Сенцова на Нобелівську премію миру. 18 вересня Верховна Рада України ухвалила постанову № 9040 щодо звернення до Норвезького Нобелівського комітету щодо висунення кандидатури Сенцова на здобуття премії.
29 серпня речник Генерального секретаря ООН Антоніу Гуттереша повідомив, що той занепокоєний станом здоров'я Сенцов, а також що його питання обговорювалося між Генсеком та російською владою.
30 серпня ЄС вкотре закликав Росію «негайно і без будь-яких умов» звільнити Сенцова. Генеральний секретар ООН Антоніу Гутерреш обговорював ситуацію навколо Сенцова з російською владою.
10 вересня під час відкриття щорічної конференції ОБСЄ з питань людського виміру у Варшаві голова американської делегації, посол Майкл Козак знову закликав Росію звільнити Олега Сенцова та інших українських політичних в'язнів.
10 вересня 2018 року сестра засудженого в Росії українського режисера Олега Сенцова Наталія Каплан заявила, що у нього в результаті голодування почалася гіпоксія.
24 вересня 2018 року Муніципальна рада столиці Франції проголосувала за визнання Олега Сенцова почесним громадянином Парижа. Рішення ухвалене за пропозицією паризького мера Анн Ідальго. За рішення члени Ради проголосували одноголосно.
27 вересня 2018 кандидатуру Олега Сенцова було внесено до попереднього списку кандидатів на премію Європарламенту імені Сахарова «За свободу думки» за 2018 рік. Міністр закордонних справ Великої Британії Джеремі Гант підтримав його кандидатуру.
28 вересня 2018 російська партія «Яблуко» заявила про необхідність без зволікання випустити Сенцова, наголосивши, що конституція Росії не обмежує президента у праві помилувати українського режисера.
5 жовтня 2018 Олег Сенцов повідомив, що з 6 жовтня вимушено припиняє голодування: «У зв'язку з критичним станом мого здоров'я, а також патологічними змінами, які почались у внутрішніх органах, найближчим часом до мене заплановано застосування примусового харчування. Моя думка при цьому вже не враховується — нібито я вже не в змозі адекватно оцінювати рівень здоров'я і небезпеки, що йому загрожують. Насильницьке годування буде проводитися в рамках реанімаційних заходів щодо порятунку життя пацієнта. У даних умовах я змушений припинити своє голодування із завтрашнього числа, тобто з 06.10.18 р. 145 днів боротьби, мінус 20 кг ваги, плюс підірваний організм, але мета так і не досягнута. Я вдячний всім, хто підтримував мене і прошу вибачення у тих, кого я підвів… Слава Україні!».
7 жовтня 2018 зовнішньополітична служба ЄС оприлюднила заяву, у якій висловлює солідарність з Сенцовим і вимагає його належного лікування і звільнення, як і всіх нелегально ув'язнених українських громадян в Росії і Криму.
9 листопада 2018 французька газета Le Monde опублікувала відкритий лист митців та інтелектуалів з усього світу, у якому вони звернулися до лідерів держав демократичного світу із закликом вимагати від президента РФ звільнити українського режисера Олега Сенцова та інших українських політв'язнів.
14 листопада 2018 у рамках міжнародної конференції «Темна сторона місяця» у парламенті Словенії Сенцов був відзначений нагородою Платформи європейської пам'яті та сумління.

### Позиція України
Від початку «Справи Сенцова» позиція України є незмінною: Сенцов є громадянином України, його затримання, суд і ув'язнення російською стороною за сфабрикованою справою є незаконними. Олег має бути звільненим і поверненим до України.
Міністерство закордонних справ України постійно звертається з цього приводу як до російських державних органів, так і до світової спільноти. У 2015 МЗС почало готувати «список Савченко-Сенцова» щодо осіб, винних у незаконному переслідуванні громадян України. Список стосуватиметься всіх політичних ув'язнених, у нього вносяться всі причетні до незаконного затримання, викрадення, винесення незаконних вироків щодо громадян України. У будівлі МЗС відкрили постійну інсталяцію «FREEDOM» у підтримку Сенцова та інших політв'язнів у Росії. 2016: МЗС засуджує рішення російської сторони про неможливість передачі Україні Сенцова і Кольченка, відповідно до Конвенції про передачу засуджених осіб. 2018: МЗС вимагає допустити консула до Сенцова, вимагає від Росії звільнити всіх українських політв'язнів, надсилає ноту з вимогою допустити до Сенцова українських лікарів. Ведуться перемовини про можливість обміну Сенцова на заарештованого в Україні керівника «РИА Новости Украина» Кирила Вишинського. У травні 2018 вимагає від російської сторони звільнити Сенцова і Балуха, які продовжують голодування, а іноземних партнерів закликає посилити тиск на Росію через відмову допустити консула до політв'язнів.
Тему українських в'язнів у Росії порушує Президент України Петро Порошенко у публічних виступах, під час міжнародних зустрічей і розмов із головами держав, у світових ЗМІ, а також у соціальних мережах. У травні 2018 звернувся до світової спільноти з проханням посилити тиск на РФ для звільнення політв'язнів. У 2015 Сенцова і Кольченка було нагороджено орденами «За мужність» I ступеня, а у 2016 президент заочно нагородив Сенцова Шевченківською премією. Закликає європейських дипломатів посилити участь у питанні звільнення українських патріотів, хоча визнає, що на цю мить немає прогресу в переговорах з РФ щодо звільнення Сенцова та інших заручників.
Прем'єр-міністр України у 2015-му Арсеній Яценюк неодноразово виступав на підтримку Сенцова. У вересні 2014-го підіймав цю тему на зустрічі з делегацією Amnesty International. У серпні 2015-го повідомив про те, що український уряд подає у ЄСПЛ позов проти Росії, зокрема щодо політв'язнів.
Міністерство юстиції України у 2016-му надіслало запит у російський мін'юст із закликом передати чотирьох засуджених судами РФ громадян України українській стороні на виконання конвенції про передачу засуджених осіб, а після відмови РФ — ініціювало розширення персональних санкцій проти причетних до цього чиновників РФ. 18 липня 2018 на брифінгу міністр юстиції Павло Петренко повідомив, що найближчим часом Україна подасть позов до ЄСПЛ з приводу політв'язнів громадян України в РФ. Він підкреслив, що в своїй заяві Україна вимагає звільнення Олега Сенцова.. 10 серпня цей позов було подано. У документі обсягом 130 сторінок детально описані порушення щодо 71 українського політв'язня в РФ.
У травні 2018-го Уповноважений Верховної Ради України з прав людини Людмила Денісова почала провадження щодо порушення прав Олега Сенцова та Олександра Кольченка і хоче дослідити проведену державними органами України роботу стосовно них у рамках Конвенції про передачу засуджених осіб. Під час зустрічі із заступником міністра юстиції України Сергієм Петуховим Денісова наголосила, що Україна досі не скористалась своїм правом за допомогою декларації, надісланої на ім'я Генерального секретаря Ради Європи, визначити в частині, що стосується даної держави, своє розуміння терміна «громадянин» у рамках Конвенції. Тому Омбудсмен ініціює підготовку декларації, яку надішле Генеральному секретареві. Зокрема, у документі йтиметься про те, що всі громадяни, які на момент анексії Криму проживали на півострові, були і залишаються громадянами України, адже весь цивілізований світ визнає, що Крим — це Україна. 25.05.2018 Уповноважена звернулась до Міжнародного комітету Червоного Хреста з проханням перевірити стан дотримання прав Сенцова та Кольченка. 20.07.2018 Денісова звернулась до Генерального секретаря Ради Європи Турбйорна Ягланда, до Верховного комісара ООН з прав людини Зейд Раад аль-Хусейна та до Комісара Ради Європи з прав людини Дуні Міятович з проханням сприяти терміновому незалежному медичному обстеженню Олега Сенцова, який голодує в російській колонії, українськими та іноземними лікарями.
Виконувач обов'язків міністра охорони здоров'я України Уляна Супрун, виступаючи перед Всесвітньою асамблеєю охорони здоров'я, заявила, що РФ не допускає українських лікарів до політв'язнів. МОЗ і далі вимагає цього від Росії
Публічну підтримку Сенцова й інших українських політв'язнів у Росії висловлювали також українські державні діячі: експрем'єр-міністр Володимир Гройсман, перший заступник голови ВРУ 8 скликання Ірина Геращенко міністри, депутати, посли.
8 серпня Уповноважена Верховної Ради України з прав людини Людмила Денісова звернулася до уповноваженої Росії з прав людини Тетяни Москалькової і голови Ради розвитку громадянського суспільства і прав людини при президентові РФ Михайла Федотова з проханням обговорити будь-які умови обміну Олега Сенцова. Також вона закликала російську сторону перевезти Сенцова до лікарні для виведення його із голодування через вкрай важкий стан здоров'я, зазначивши, що через невиконання РФ домовленостей по відвідуванні нею українських політв'язнів неможливо підтвердити чи спростувати інформацію російської сторони про стабільний стан ув'язненого.
Матір Олега направила В. Путіну листа з проханням про помилування її сина. Отримання листа підтвердив Пєсков.
У ніч на 12 серпня російська журналістка Вікторія Івлева поширила інформацію про звільнення Сенцова та його виліт до Києва. Однак інформація виявилася хибною, про що пізніше повідомила і сама Івлева. В управлінні Федеральної служби виконання покарань РФ по Ямало-Ненецькому автономному округу повідомили, що Сенцов не залишав колонію. У зв'язу з цим Наталія Каплан попросила утриматися від поширення інформації про звільнення Олега Сенцова до його прибуття в Україну, щоб не «нашкодити ситуації».
18 вересня 2018 року Верховна Рада України схвалила і направила текст заяви Норвезькому Нобелівському комітету щодо висунення кандидатури засудженого в Росії українського режисера Олега Сенцова на Нобелівську премію миру.

### Можливість помилування
Одним з можливих шляхів звільнення Сенцова вважалося його помилування президентом Росії.
25 червня 2018 Генеральний секретар Ради Європи Турбйорн Ягланд подав офіційне прохання до президента Росії про помилування українського режисера, а 22 червня таке ж прохання надіслала мати режисера, і 9 серпня 2018 прессекретар російського президента Дмитро Пєсков підтвердив отримання листа. 15 серпня стало відомо, що комісія з питань помилування не прийняла до розгляду обидва клопотання, посилаючись на те, що прохання має бути написано особисто Сенцовим. 28 вересня прохання про помилування також подала російська партія «Яблуко», на яке також було отримано відмову.
Перший віцеспікер ВР Ірина Геращенко зауважила, що особисте звернення із клопотанням про помилування не є обов'язковою умовою, що підтверджується історією звільнення Надії Савченко, Ахтема Чийгоза, та Ільмі Умерова. Російський адвокат Микола Полозов підтверджує це, заявляючи, що жоден з його підзахисних, які підлягали помилуванню, не писали ніяких прохань російському президенту. Про це ж говорять інші громадські діячі.
Сам Олег неодноразово заявляв, що прохання про помилування писати не збирається.

### Підтримка відомих діячів культури
В Україні
Сергій Жадан (письменник, поет), Святослав Вакарчук (співак), Ліна Костенко (письменниця, поетеса), Оксана Забужко (письменниця, поетеса, есеїстка), Сергій Лозниця (режисер), Юрій Андрухович, Роман Балаян (режисер), Борис Херсонський (поет, перекладач, психолог, психіатр), Богдан Жолдак (письменник, сценарист, драматург), Олесь Санін(кінорежисер, актор, оператор, продюсер, музикант), Сергій Тримбач (голова Спілки кінематографістів України), Ада Роговцева (акторка театру та кіно), Анна Качко (кінопродюсер), Дмитро Десятерик (кінокритик, член FIPRESCI), Марина Врода (кінорежисер), Іванна Сахно (акторка), Микола Рідний (художник), Олексій Вертинський (актор), Хливнюк Андрій (музикант), Курков Андрій (письменник, журналіст, кіносценарист), Кольцова Олександра (співачка), Рима Зюбіна (акторка), Ахтем Сеїтаблаєв (режисер), Катерина Горностай (режисерка), Ірена Карпа (письменниця), В'ячеслав Довженко (актор), ДахаБраха (гурт), Андрій Любка(письменник), Роман Ясіновський (актор), Андрій Ісаєнко (актор), Анатолій Хостікоєв (актор), Віктор Андрієнко (актор, режисер), Dakh Daughters (гурт).
У Росії
Борис Гребенщиков (музикант, співак), Лія Ахеджакова (акторка), Людмила Улицька (письменниця), Віктор Шендерович (письменник), Борис Акунін (письменник), Андрій Звягінцев (режисер), Олександр Філіппенко (актор), Сергій Пархоменко (журналіст), Олександр Сокуров (режисер), Ксенія Собчак (журналістка), Микита Міхалков (режисер) Аскольд Куров (режисер), Чулпан Хаматова, Верніка Долина, Ігор Іртеньєв, Алла Боссарт, Аліна Вітухновська, Володимир Войнович, Сергій Гандлєвський, Олександр Гельман, Ольга Дробот, Ніна Катерлі, Андрій Плахов, Олексій Симонов, Борис Соколов, Наталія Соколовська, Маріетта Чудакова, Костянтин Азадовський, Сергій Стратановський, Олена Чижова, Валерій Шубинський, Віра Мільчина, Олександр Молдован, Сергій Абашин, Олександр Белавін, Борис Кац, Олексій Кондрашов, Олена Коренєва (акторка), Дмитро Биков (поет), Володимир Мірзоєв (режисер), Гаррі Бардін (аніматор), Ігор Ясулович (актор), Юлія Ауг (актриса, режисер), Тетяна Рудіна.
У світі
Європейська кіноакадемія (Педро Альмодовар, Вім Вендерс, Йос Стеллінг, Кшиштоф Зануссі, Анджей Вайда, Акі Каурісмякі, Даніель Ольбрихський, Фолькер Шльондорф, Бела Тарр, Бертран Таверньє та понад 1000 інших європейських кінодіячів), Джонні Депп (актор), Стівен Кінг (письменник) Меріл Стріп, Світлана Алексієвич (лауреат Нобелівської премії з літератури), Роберто Беніньї (актор, режисер), Єжи Гоффман, Джордж Клуні (актор, режисер, продюсер, сценарист), Девід Кроненберг (актор, кінорежисер), Том Тиквер (режисер) Агнешка Холланд (режисерка), Польська кіноакадемія, Мохсен Махмальбаф (кінорежисер), Асоціація режисерів Франції, Володимир Камінер (письменник), Катерина Петровська, Герта Мюллер (письменниця)., Славой Жижек (філософ, культуролог), Кшиштоф Варліковський (режисер), Мішель Азанавічус (режисер), Бертран Таверньє (режисер), Чімаманда Нґозі Адічі (письменниця), Крістіан Аманпур (журналістка), Маргарет Етвуд (письменниця, поетеса), Пол Остер (письменник), Майкл Шабон (письменник, кіносценарист), Джон Максвелл Кутзее (письменник), Лідія Девіс (письменниця), Луїз Ердріч (письменниця, поетеса), Джон Грін (письменник, відеоблогер), Лев Ґроссман (письменник, журналіст), Деніел Хендлер (письменник, журналіст), Джонатан Летем (письменник), Ієн Мак'юен (письменник, сценарист), Салман Рушді (письменник, критик), Еліс Сіболд (письменниця), Патті Сміт (співачка), Алек Сот (фотограф), Патрік Стюарт (актор), Тімоті Снайдер (історик, письменник).

### Акції підтримки
- У Києві акції на підтримку Сенцова й інших українських політв'язнів у Росії проходили 18[203] 22[204] і 24 травня[205]. 30 травня 2018 біля пам'ятника Сковороді провели читку п'єси Олени Греміної «Заручини» про судовий процес над Сенцовим[206]
- 24 травня 2018 близько півсотні харків'ян пікетували консульство Російської Федерації з вимогою звільнити Сенцова[207]. А подібному ж форматі акція відбулась 28 травня[208].
- 27 травня 2018 у Києві на Поштовій площі під час урочистої церемонії відкриття 47-го МКФ «Молодість» присутні підняли вгору аркуші з надписом #FreeSentsov, виражаючи таким чином підтримку українському режисерові.[209]
- 1—3 червня 2018 масові акції на підтримку Олега Сенцова відбулись у понад 80 містах світу[210][211], в Україні, Австралії (Сідней тощо), Австрії (Відень тощо), Бельгії (Брюссель тощо), Великій Британії (Лондон тощо), Грузії (Тбілісі тощо), Ізраїлі (Тель-Авів тощо), Італії (Мілан, Неаполь тощо), Канаді (Оттава тощо), Латвії (Рига тощо), Німеччині (Берлін, Лейпциг тощо), Польщі (Варшава, Гданськ тощо), Польщі (Лісабон[212][213] тощо),Російській Федерації (Москва, Санкт-Петербург тощо), США (Нью-Йорк тощо), Фінляндії (Гельсінки тощо), Франції (Париж тощо), Чехії (Прага тощо),[211][214], та інших. У Москві і Петербурзі під час акцій відбувалися затримання учасників поліцією[215]. Серед українських міст акції проводились у Києві[216], Івано-Франківську[217], Харкові, Дніпрі[218], Черкасах, Одесі[216], Житомирі, Бердянську, Луцьку, Кропивницькому, Острозі[219], Львові, Полтаві, Херсоні, Чернігові, Миколаєві, Жовква, Кременчузі, Чернівцях, Сумах, Вінниці, Ужгороді, Тернополі, Кривому Розі, Рівному, Золочіві[220][221].
- 10 червня 2018 у Москві відбувся мітинг «За вільну Росію без репресій і свавілля», учасники якого закликали російську владу звільнити Олега Сенцова та інших утримуваних у Росії за ґратами політичних в'язнів — і українських, і російських. Мітинг був узгоджений із міською владою. Але, за повідомленнями, принаймні двох його учасників затримали[222].
- 1 липня 2018 у Києві на Майдані Незалежності відбулася акція на підтримку Олега Сенцова та інших в'язнів, звільнення яких Україна вимагає від Росії[223]. Акцію підтримали жителі інший українських міст[224][225], Москви[226], а також українські військові[227]
- Чергова акція відбулася 2 липня 2018 у Києві на стадіоні «Олімпійський». Її учасники розгорнули на трибунах банер «Олегу Сенцов, Україна з тобою!». У рамках акції плануються також знімання відео студією «Вавилон'13»[228]
- 6 липня 2018 у Москві відбувся 2-годинний концерт на підтримку Сенцова, на якому були показані фрагменти з фільму «Процес», а також представлений проект «Розповіді» — відеозаписи читання розповідей Олега Сенцова. Участь у заході взяли відомі російські митці, а також актори «Teaтру.doc».[229]
- Того ж дня В Одесі на Потьомкінських сходах відбувся видовищний флешмоб на підтримку Сенцова та інших політв'язнів Кремля.[230]
- 8 липня 2018 на Майдані Незалежності у Києві зібрались близько сотні людей. Учасники акції пішли до посольств Німеччини та Франції й закликали канцлерку Німеччини Ангелу Меркель і президента Франції Еммануеля Макрона звернутися до президента РФ з вимогою звільнити Сенцова. Окрім цього, учасники акції закликали підтримати ще одного українського політв'язня у Росії — Миколу Карпюка.[231][232]
- 9 липня 2018 студенти Київського національного університету театру, кіно та телебачення імені Карпенка-Карого презентували у Вінниці виставу за автобіографічними оповіданнями Олега Сенцова, в українському перекладі[233]
- 13 липня 2018, у день народження Олега, акції й пікети на його підтримку відбувались на Майдані Незалежності у Києві, під посольствами Франції та Німеччини[234], у Парижі[235], у Москві[236] і багатьох інших містах України та світу[237]. На поодинчому пікеті в Сімферополі мати Олександра Кольченка привітала Сенцова з Днем народження[238]
- 15 липня 2018 у Києві на Майдані Незалежності провели перформанс на підтримку українського режисера. Учасники вийшли з плакатами «Save Oleg Sensov», у футболках на підтримку Сенцова, а також зі списком усіх політв'язнів Кремля. Біля Стели на Майдані учасники перформансу розіграли сценку.[239]
- Того ж дня у Гельсінкі близько трьох тисяч людей вийшли на мітинг проти зустрічі президентів США та Росії. На акції, зокрема, підтримали Олега Сенцова[240]. Також відбулась акція на центральній площі Берліну[241]
- 16 липня 2018 акції і флешмоби відбулись у Варшаві[242], Києві[243] та Полтаві[244]
- 17 липня 2018 українські громади німецького Фрайбурга та французького Страсбурга провели акцію за звільнення Олега Сенцова та інших політв'язнів Кремля. Акція у Фрайбурзі містила театралізовані сцени арешту Путіна.[245]
- 18 липня 2018 пікети на підтримку Сенцова пройшли у Москві[246] і Петербурзі[247]. Принаймні двох осіб було затримано поліцією[248].
- 19 липня 2018 гурт «Бумбокс» виступив на межі з анексованим Кримом на пункті пропуску «Каланчак» в Херсонській області. Так гурт провів ненасильницьку акцію протесту з вимогою звільнити усіх українських політичних в'язнів.[249]
- 1 серпня 2018 група активістів у центрі Праги із плакатами «Звільнити путінських заручників» зранку до вечора обходили популярні туристичні місця та посольства країн Заходу, зокрема США, Італії і Німеччини. На плакатах учасників акції були зображені Олег Сенцов, Володимир Балух, Олександр Кольченко, Роман Сущенко та інші українські політв'язні у Росії.[250]
- 2 серпня 2018 відбувся пікет під адміністрацією президента Росії у Москві. Люди почергово брали плакати та стояли біля входу до адміністрації.[251]
- 4 серпня 2018 акція на підтримку Сенцова відбулась У Москві, біля пам'ятника Грибоєдову на Чистопрудному бульварі. Люди залишали квіти біля пам'ятника, та букети в пляшках, на яких було написано «Олег, живи». Акція обійшлася без затримань.[252]
- 4 серпня 2018 на Всеукраїнському щорічному фестивалі «Бандерштат», який проводять на Волині, влаштували масштабний патріотичний флешмоб на підтримку бранців Кремля. Десятки людей за допомогою ліхтариків та екранів мобільних телефонів виклали слово «FREE», підтримавши таким чином політичних в'язнів, яких незаконно утримують у в'язницях Росії.[253]
- 13 серпня 2018 у Києві біля галереї «Дукат» розпочалась мистецька акція на підтримку Сенцова «Свобода або смерть». Всі роботи, виставлені в галереї, митці і художники зробили за час голодування режисера: постери, малюнки, інсталяції, відеоролики. На окремій стіні розташовані портрети Володимира Балуха, Олександра Кольченка, Олега Сенцова та інших політв'язнів.[254]
- 18 серпня 2018 у Німеччині біля замку Мезерберг під Берліном, у якому зустрічалися президент Росії та канцлерка Німеччини, влаштували пікет на підтримку Сенцова.[255] У Санкт-Петербурзі і Москві пройшли поодинчі пікети на підтримку кримських татар та з вимогою звільнити українських політв'язнів Кремля зі «списку Сенцова».[256]
- Ініціативна група у Ірландії у координації з «Євромайданом SOS» і групою «Save Oleg Sentsov» постійно проводить акції підтримки політв'язнів, зазвичай під ірландським парламентом та поряд з іншими державними установами. Крім того, активісти пишуть листи й звернення до ірландських міністрів і депутатів й допомагають висвітлювати тему у ЗМІ. Заходи підтримує Асоціація українців у Республіці Ірландія та українське посольство.[257]
- 21 серпня 2018 року виповнилося 100 діб від початку голодування Сенцова, по всьому світу цього дня відбулись акції підтримки: в Україні, Російській Федерації, а також в Австралії, Великій Британії, Грузії, Данії, Естонії, Італії, Канаді, Кенії, Литві, Німеччині, Португалії, США, Франції, Чехії, Швеції тощо.[258][259][260][261][262]. Чеські кінематографісти на знак солідарності з колегою почали «ланцюгове» голодування[263]
- 24 серпня в День Незалежності України московські активісти провели низку поодинчих пікетів на підтримку Олега Сенцова й Володимира Балуха. Активісти тримали в руках українські та кримськотатарські прапори.[264]
- 25 серпня у Москві під час акції в пам'ять про «Демонстрацію сімох» поліціянти затримали Ганну Красовицьку, яка стояла з плакатом на підтримку Сенцова.[265]
- 28 серпня у Празі біля посольства Російської Федерації відбулася акція «тихого протесту» на підтримку Сенцова. Понад 50 учасників «мовчазної демонстрації» пронесли портрети Олега Сенцова вздовж кварталу російської дипломатичної місії та передали до посольства ці фотографії і вимоги звільнити українського режисера.[266]
- 6 вересня 2018 у Москві поблизу будівлі адміністрації президента РФ поновилися поодинчі пікети на підтримку Сенцова[267]. У Таллінні естонські активісти, в тому числі представники української діаспори, пікетували посольство РФ[268].
- 7 вересня 2018 у Москві на фоні Київського вокзалу, активісти розгорнули величезний банер з фотографією режисера[269].
- 10 вересня 2018 активісти з захисту прав людини провели акцію протесту під час міжнародної конференції ОБСЄ, яка розпочалася у Варшаві. Учасники акції прийшли на захід у білих футболках із написом #SaveOlegSentsov. Під час вступної промови представника Росії на відкритті конференції протестувальники у рамках своєї мовчазної акції протесту вишикувалися навколо представників ОБСЄ[270]. У цей же день студенти рівненського вишу розпочали просвітницький флешмоб на підтримку Сенцова та всіх українських політв'язнів, які перебувають у в'язницях Кремля[271].
- 23 вересня 2018 ряд пікетів з вимогою припинити агресію Росії в Україні і Сирії і негайно звільнити українських політв'язнів, пройшли у Чикаго і Москві[272].
- 26 вересня 2018 У Санкт-Петербурзі затримали й доправили до поліційного відділку шістьох учасників одиничних пікетів на підтримку Сенцова. У пікеті взяли участь 12 активістів, які змінювали один одного. Учасники акції вимагали здійснити обмін в'язнями між Росією і Україною.[273]
- 30 вересня 2018 у Москві учасники ініціативи «Стратегія-31» провели традиційну щомісячну акцію «День політзека» на підтримку політв'язнів, вимагаючи негайного звільнення Олега Сенцова і Володимира Балуха.[274]
- 5 жовтня 2018 у Москві актори, режисери, драматурги російського театру «Teatr.doc» вийшли під адміністрацію президента на підтримку Олега Сенцова. Вони влаштували виставу-пікет під назвою «145» — кількість днів, які голодує Олег Сенцов. Акцію запланували кілька днів тому — до появи інформації про те, що Сенцов припинив голодування.[275]
- 13 жовтня 2018 на українському стенді Франкфуртського книжкового ярмарку провели читання автобіографічних оповідань Олега Сенцова. Учасники акції по черзі прочитали англійською та німецькою мовами чотири оповідання українського режисера. Читання організували Український інститут книги, організація PEN Ukraine та генеральне консульство України у Франкфурті-на-Майні. Після читань усім охочим роздали аркуші паперу з написами #SaveOlegSentsov. Учасники підійшли до стенда РФ і влаштували мовчазний протест.[276]
- 21 жовтня 2018 під час церемонії закриття Варшавського кінофестивалю члени журі закликали звільнити Олега Сенцова. Вони заявили про солідарність з українським політв'язнем та іншими в'язнями кремлівського режиму.[277]
- 4 листопада 2018 на відкритому в Анталії культурному центрі української громади «Український дім» вивісили банер із вимогою звільнити українського режисера[278].
- Надання премії імені Сахарова за 2018 рік Сенцову є актом підтримки з боку Європарламенту: за словами президента України Петра Порошенка, присвоєння премії наблизить момент звільнення Сенцова.[279]
- 08.11.2018 У Театрі Франка у Києві за підтримки Українського культурного фонду відбулися покази вистави Білоруського вільного театру «Burning Doors» («Спаленілі двері»). У виставі зображено історію Олега Сенцова, російської активістки Марії Альохіної та російського художника Петра Павленського, які протистоять державній тоталітарній системі, відстоюючи свої погляди. Покази вистави «Burning Doors» пройшли під гаслом SaveOlegSentsov із вимогою звільнити незаконно засудженого в РФ українського режисера[280].
- 16.11.2018 У Києві, на Михайлівській площі, активісти зібралися на акцію «Порожні стільці» — на підтримку українських політичних в'язнів у Росії й Криму, а також полонених у самопроголошених республіках на сході України. Її організаторами виступили Український ПЕН та Центр громадянських свобод[281].

### Опубліковані листи з місця ув'язнення
- 12.01.2016 До Надії Савченко у відповідь на її лист.[282]
- 15.03.2016 До російської активістки Яни Гончарової.[283]
- 22.08.2016 До своєї двоюрідної сестри Наталі Каплан.[284]
- 26.04.2017 До американського ПЕН-центру.[285]
- 17.09.2017 До російської правозахисниці Зої Свєтової.[286]
- 27.09.2017 До челябінських правозахисників Миколи й Тетяни Щур.[287]
- 16.03.2018 До Наталі Каплан.[288]
- 16.05.2018 До Наталі Каплан. Заява про голодування.[289]
- 05.06.2018 До лідерів країн «Великої сімки».[60]
- 07.06.2018 До Миколи й Тетяни Щур.[290]
- 11.06.2018 До Зої Свєтової.[291]
- 16.06.2018 До російського кінокритика Андрія Плахова.[292]
- 22.06.2018 До російських кінематографістів.[293]
- 03.07.2018 До української актриси Римми Зюбіної.[294]
- 10.07.2018 До лідера гурту «Бумбокс» Андрія Хливнюка.[295]
- 17.07.2018 До головної режисерки «Громадського» Анни Цигими.[296]
- 07.08.2018 До адвоката Дмитра Дінзе.[297]
- 08.08.2018 До Наталі Каплан.[298]
- 12.08.2018 До усіх, хто його підтримував.[299]
- 21.08.2018 До Ганни Паленчук.[300]
- 29.08.2018 До Миколи й Тетяни Щур.[301]
- 04.09.2018 До активіста ВО «Автомайдан» Олексія Гриценка.[302]
- 04.09.2018 До французів, які підтримують політв'язнів.[303]
- 20.09.2018 До Тетяни Щур.[304]
- 25.09.2018 До Зої Свєтової.[305]
- 05.10.2018 Про припинення голодування.[306]
- 16.10.2018 Відповідь на лист Олександра Кольченко.[307]
- 26.12.2018 До редакції російського видання «Новая Газета» у відповідь на їхній лист.[308]

Під час ув'язнення Олегу Сенцову писали за адресою: 629400, Россия, Ямало-Ненецкий автономный округ, г. Лабытнанги, ул. Северная, 33, ИК-8. Сенцову Олегу Геннадьевичу, 1976 г.р., або за допомогою сайтів РосУзник і ФСИН-Письмо.

## Нагороди

### Державні
- Орден «За мужність» I ст. (24 вересня 2015) — за особисту мужність і самовідданість, виявлені у відстоюванні конституційних прав та свобод людини, цілісності Української держави[309][310]
- Орден «За мужність» III ст. (23 серпня 2014) — за значний особистий внесок у державне будівництво, соціально-економічний, науково-технічний, культурно-освітній розвиток України, вагомі трудові здобутки та високий професіоналізм[311][312]
- Національна премія України імені Тараса Шевченка 2016 року — за художні фільми «Гамер» і «Носоріг»[313]

### Інші
- Спеціальна премія журі Чеського кінематографічного і телевізійного союзу FITNESS (17 січня 2016)[33]
- Премія американського ПЕН-клубу імені Барбари Голдсміт «Свобода писати» (26 квітня 2017)[36]
- Нагорода «Карпатська Європа спільних цінностей» форуму «Європа-Україна» (13 березня 2018)[314]
- Премія міжнародного економічно-гуманітарного форуму Ukrainian ID (2 липня 2018)[66]
- Громадська відзнака «Ордену нескорених» (12 липня 2018)[315]
- Почесний громадянин Парижа (24 вересня 2018)[94][316]
- Премія Pro Dignitate Humana (23 жовтня 2018)[317]
- Премія Сахарова за свободу думки (25 жовтня 2018)[318][319]. 12 грудня до Європарламенту на церемонію вручення премії запрошені сестра Сенцова Наталія Каплан та його адвокат Дмитро Дінзе.[320]
- Нагорода Платформи європейської пам'яті та сумління (14 листопада 2018)[101]
- Міжнародна премія в області журналістських розслідувань і захисту прав людини у світі імені Сергія Магнітського (16 листопада 2018)[321][322][323] Особисто премія була вручена 14 листопада 2019 року[324].
- Премія «Нептун» фестивалю «Solidarity of Arts» у Гданську (23 серпня 2019)[325]
- Премія Магнітського, премія в галузі журналістських розслідувань та захисту прав людини — (15 листопада 2019, Лондон)[326]
- Лауреат премії міста Кракова імені Станіслава Вінценза (2020)[327]
- Орден Почесного легіону (14 липня 2023)[328]

## Сім'я, родина
Має трьох дітей. 5 липня 2022 року одружився з Веронікою Вельч, що родом з Івано-Франківська. Вероніка активістка Євромайдану SOS.
Має двоюрідну сестру Наталію Каплан, яка у 2019 році отримала українське громадянство, але у вересні 2021 на своїй сторінці в соцмережі Facebook написала, зокрема, «рада, що пакую валізи і повертаюся додому». Також вжила ненормативну лексику щодо України, назвала її «здається, найгіршою країною для еміграції» .

## Фільмографія
- 2008: «Чудовий день для рибки-бананки» (рос. «Хорошо ловится рыбка-бананка»), короткометражний, навчальний
- 2009: «Ріг бика» (рос. «Рог быка»), короткометражний, навчальний
- 2011: «Гамер» (рос. Гамер), повнометражний, дебют
- 2019: «Номери», повнометражний, спільно з Ахтемом Сеітаблаєвим
- 2021: «Носоріг»[333], повнометражний, що здобув нагороду за найкращий художній фільм на Стокгольмському міжнародному кінофестивалі, а Сергій Філімонов був визнаний найкращим виконавцем головної ролі [334]
- 2025: «Реал», документальний    [335][336]

## 10 улюблених фільмів
У своєму листі до Ольги Ковтун від 15.02.2016 Олег Сенцов, відповідаючи на її запитання про фільми, які мали на нього вплив як на режисера, наводить десять улюблених:
1. «Дзеркало» (Андрій Тарковський, 1974)
2. «Мій друг Іван Лапшин» (Олексій Герман, 1984)
3. «Три кольори: Синій» (Кшиштоф Кесльовський, 1993)
4. «Пригода» (Мікеланджело Антоніоні, 1960)
5. «Персона» (Інгмар Бергман, 1966)
6. «Доґвіль» (Ларс фон Трієр, 2003)
7. «Мені двадцять років» (Марлен Хуцієв, 1965)
8. «Початок» (Гліб Панфілов, 1970)
9. «Вісім з половиною» (Федеріко Фелліні, 1963)
10. «Навмання, Бальтазаре» (Робер Брессон, 1966)